# Shin Hyung-jun
Shin Hyung-jun (* 29. August 1990) ist ein südkoreanischer Eishockeyspieler, der seit 2016 bei High1 in der Asia League Ice Hockey spielt.

## Karriere
Shin Hyung-jun begann seine Karriere als Eishockeyspieler in der Mannschaft der Kyungsung Highschool. Später spielte er für die Mannschaften der Gyeongseong Highschool und der Korea University. 2012 wechselte er nach Japan zu den Nippon Paper Cranes, für die er zwei Jahre in der Asia League Ice Hockey auf dem Eis stand. Mit den Paper Cranes konnte er die Asia League 2014 gewinnen. Anschließend wechselte er nach Südkorea zurück, wo er zwei Jahre für Daemyung Sangmu ebenfalls in der Asia League spielte. Seit 2016 spielt er beim Ligakonkurrenten High1.

### International
Für Südkorea nahm Shin Hyung-jun bereits an den U18-Weltmeisterschaften 2007 und 2008 sowie der U20-Weltmeisterschaft 2010 jeweils in der Division II teil.
Sein Debüt in der A-Nationalmannschaft des asiatischen Landes gab er erst in der Spielzeit 2012/13. Noch zwei Jahre länger dauerte es bis zu seiner ersten Weltmeisterschaftsteilnahme 2015, als ihm mit den Südkoreanern der Aufstieg aus der B- in die A-Gruppe der Division I gelang. Dort spielte er dann bei den Weltmeisterschaften 2016 und 2017. Zudem gewann er mit seiner Mannschaft bei den Winter-Asienspielen 2017 die Silbermedaille hinter Kasachstan.

## Erfolge und Auszeichnungen
- 2014 Gewinn der Asia League Ice Hockey mit den Nippon Paper Cranes
- 2015 Aufstieg in die Division I, Gruppe A, bei der Weltmeisterschaft der Division I, Gruppe B
- 2017 Silbermedaille bei den Winter-Asienspielen
- 2017 Aufstieg in die Top-Division bei der Weltmeisterschaft der Division I, Gruppe A

## Asia-League-Statistik
(Stand: Ende der Saison 2017/18)